# SlideShare
SlideShare – internetowa platforma umożliwiająca swoim użytkownikom dzielenie się prezentacjami multimedialnymi, dokumentami, grafikami oraz plikami video. Serwis został założony w 2006 roku przez Rashmi Sinhę, Amerykankę indyjskiego pochodzenia. W 2012 roku firma została przejęta przez LinkedIn. W 2020 roku (w sierpniu) firma została przejęta przez Scribd.
Serwis posiada 38 milionów zarejestrowanych użytkowników, a generuje ponad 80 milionów odsłon miesięcznie.